# 泰拉梅尼勒
泰拉梅尼勒（法語：Terramesnil，法語發音：[tɛʁamenil]）是法国上法蘭西大區索姆省的一个市镇，属于亚眠区。

## 地理
泰拉梅尼勒（50°6'22"N, 2°22'53"E）面积2.66 平方千米，位于法国上法蘭西大區索姆省，该省份为法国北部沿海省份，北起加来海峡省和北部省，西接滨海塞纳省和大西洋英吉利海峡，南至瓦兹省，东临埃纳省。
与泰拉梅尼勒接壤的市镇（或旧市镇、城区）包括：昂普利耶、奥维尔、博凯讷、博瓦尔、杜朗。
泰拉梅尼勒的时区为UTC+01:00、UTC+02:00（夏令时）。

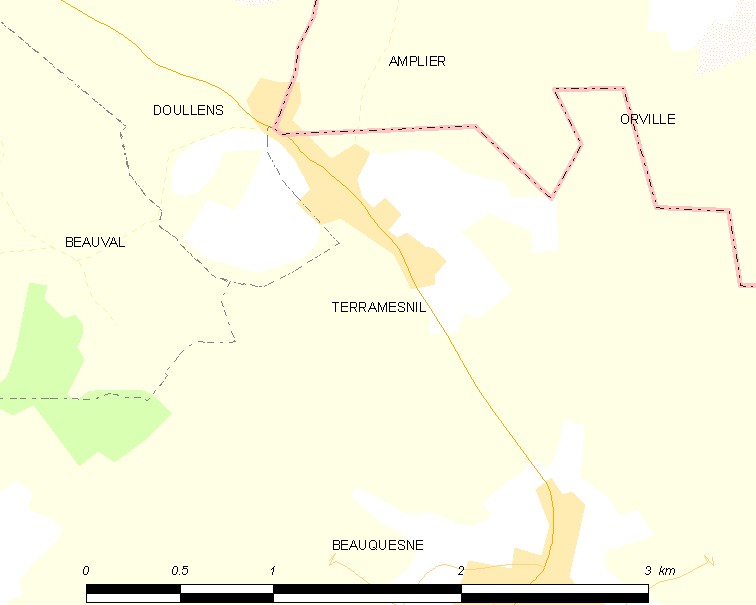
泰拉梅尼勒的OSM定位图

## 行政
泰拉梅尼勒的邮政编码为80600，INSEE市镇编码为80749。

## 政治
泰拉梅尼勒所属的省级选区为杜朗县。

## 人口

1962-2008年间泰拉梅尼勒人口变化图示

泰拉梅尼勒于2022年1月1日时的人口数量为323人。